# Морські риби-ангели
Морські риби-ангели або помакантові (Pomacanthidae) — родина  кісткових риб ряду окунеподібних, що включає надзвичайно яскраво і строкато-забарвлені види. Раніше риб-ангелів вважали підродиною  риб-метеликів (Chaetodontidae), проте протягом часу було виявлено стільки морфологічних відмінностей, що їх виділили в окрему родину. Родина налічує понад 85 видів.

## Зовнішній вигляд
Крім яскравого забарвлення, риби-ангели відрізняються плоскою статурою і високою спиною. Характерним для цієї родини є потужний, спрямований назад шип, що знаходиться на нижній стороні  зябер і відрізняється за забарвленням від решти тіла. Цей шип є найбільш відмінною ознакою від риб-метеликів, морфологія яких вельми схожа. Довжина риб-ангелів становить від 6 до 60 см. Молоді риби-ангели часто забарвлені кардинально іншим чином, ніж дорослі особини. Вони можуть жити в ареалах зрілих риб. Дорослі особини їх не проганяють. У цілому, однак, риби-ангели виявляють агресивну поведінку по відношенню до родичів. Відмінність у забарвленні настільки велика, що молодих особин раніше вважали окремими видами.

## Поширення
Риби-ангели мешкають у  тропічних широтах всіх світових морів. Дев'ять видів зустрічаються в  Атлантичному океані, інші в  Індійському та  Тихому океані. Ці риби воліють жити поблизу  коралових рифів.

## Харчування
У риб-ангелів вельми різноманітні стратегії харчування. Деякі з них всеїдні і їх їжа являє собою широку палітру від  водоростей до дрібних  тварин. Інші харчуються тільки  губками і водоростями. Представники роду  аполеміхтів (Apolemichthys) харчуються виключно губками, Лірохвості риби-ангели (Genicanthus) — зоопланктоном, а карликові риби-ангели  (Centropyge) — водоростями. Молоді риби-ангели, а також і дорослі в деяких регіонах, наприклад близько  Галапагоських островів, чистять більш великих риб, поїдаючи  паразитів з їх  луски.

## Поведінка
Риби-ангели живуть як правило парами або в невеликих гаремних групах, що складаються з одного самця та декількох самок. На рифах у них чіткі ареали, які вони боронять від суперників. У великих представників родини розмір ареалів може становити понад 1000 м², у карликових вони можуть становити лише одну коралову колонію. Відносно родичів-суперників риби-ангели діють енергійно й агресивно. Представники роду  помакантів (Pomacanthus) видають при цьому гучні клацаючі звуки

## Роди
- Apolemichthys Burton, 1934
- Arusetta Fraser-Brunner, 1933
- Centropyge Kaup, 1860
- Chaetodontoplus Bleeker, 1876
- Genicanthus Swainson, 1839
- Holacanthus Lacepède, 1802 — риба-янгол
- Paracentropyge Burgess, 1991
- Pomacanthus Lacepède, 1802 — чорна риба-янгол
- Pygoplites Fraser-Brunner, 1933